# Liriomyza valerianae
Liriomyza valerianae är en tvåvingeart som beskrevs av Friedrich Georg Hendel 1932. Liriomyza valerianae ingår i släktet Liriomyza och familjen minerarflugor. Arten är reproducerande i Sverige. Inga underarter finns listade i Catalogue of Life.